# Diablo III: Reaper of Souls
Diablo III: Reaper of Souls è l'espansione del videogioco di genere action RPG Diablo III, sviluppata da Blizzard Entertainment e pubblicata in Europa il 25 marzo 2014.

## Trama
È incentrata sul V Atto, in cui si spiega che fine aveva fatto Malthael, l'Arcangelo della Saggezza, il quale ricompare nelle vesti della Morte. Il suo scopo è impadronirsi della Pietra delle Anime e modificarla in maniera da poter assorbire tutte le anime demoniache e porre fine così all'eterno conflitto: questo però significa uccidere tutti gli umani abitanti di Sanctuarium, poiché, come viene spiegato nell'atto, essi sono i figli di un angelo e di una demonessa, che stanchi dell'eterna guerra, costruirono Sanctuarium andando contro i rispettivi popoli.
Il protagonista, essendo uno degli ultimi Nefilim, né un angelo, né un demone, ma entrambi in un corpo mortale, dopo la difesa della capitale della Marca da orde di non morti, nella quale riesce ad uccidere Urzael, un arcangelo caduto che da sempre è il fido servitore di Malthael, intraprende il suo viaggio alla ricerca del luogo i cui si nasconde Malthael, guidato da Tyrael e dall'ultimo degli Horadrim. Durante le ricerche, il campione arriverà a scoprire la dimenticata città Nefilim di Corvus, dove troverà la Strega Adria che, trasformandosi in un demone, obbligherà il campione ad ucciderla, anche per vendicare il suo tradimento e la morte di Leah: poco prima dello scontro, essa svelerà che Malthael si trova nella fortezza del Pandemonio.
Scoperto questo, Imperius, sopravvissuto alla fine di Diablo III, comparirà e porterà il Nefilim nel Pandemonio, chiedendogli di uccidere Malthael visto che lui non ha il cuore di farlo, poiché è suo fratello.il Nefilim attraverserà così i Campi di battaglia eterni, in cui troverà le Rune dell'Assedio, per poter attivare l'ariete con cui aprire una breccia nella Fortezza: una volta all'interno, Tyrael informerà il campione che Malthael non può essere ferito. Nelle ricerche, ci si imbatterà nel Guardiano, un'anima preposta a proteggere il luogo in cui si riuniscono le anime dei morti, che ti chiede di liberarli: in cambio egli gli darà il potere della Morte, lo stesso di Malthael, attraverso il quale è possibile entrare nella stessa dimensione di vita/non vita di Malthael e ucciderlo. Dopo una lunga ricerca, il Nefilim libera le anime imprigionate e riceve dal Guardiano il potere promesso, essendo pronto per lo scontro finale.
L'atto termina con la sconfitta di Malthael, che poco prima di morire, in un estremo tentativo di sconfiggere il campione, frantuma la Pietra delle Anime, liberando così le anime di Diablo e dei suoi fratelli. nel filmato conclusivo, Tyrael dichiara che per il momento il mondo è salvo, ma prima o poi i Signori dell'Inferno torneranno all'attacco, essendo stati liberati: nonostante questo L'arcangelo dichiara che la sua preoccupazione più grande è il Nefilim, che ha ormai ottenuto un potere tale da poter sconfiggere il Paradiso e l'Inferno senza che nessuno sia in grado di ostacolarlo. Tutto dipenderà dalla scelta di seguire la luce o l'oscurità, entrambe parti dell'anima del Nefilim, poiché progenie degli angeli e dei demoni.

## Aggiunte
L'espansione di Diablo III apporta alcune aggiunte al gioco base:
- Nuova classe: il Crociato
- Nuovo atto: Atto V
- Possibilità di raggiungere il livello di esperienza 70
- Nuove abilità, come l'aggiunta di un'abilità passiva sbloccabile a livello 70
- Nuove modalità di gioco, come la modalità Avventura
- Missioni aggiuntive, come gli Incarichi o i Varchi dei Nefilim.